# Mouchnice
Mouchnice (deutsch Mauchnitz, älter auch Muchnitz) ist eine Gemeinde in Tschechien. Sie liegt zwei Kilometer nordwestlich von Koryčany und gehört zum Okres Hodonín.

## Geographie
Mouchnice befindet sich zwischen dem Steinitzer Wald und dem Marsgebirge im Tal der Stupava. Das Dorf liegt am nordöstlichen Rande des Naturparks Ždánický les. Nördlich erheben sich die Padělky (332 m) und Žaroušky (352 m), im Nordosten die Kraví hora (376 m) und der Chlum (469), östlich die Lysá hora (490 m), im Südosten der Chlumek (478 m) und die Velká Ostrá (531 m), südlich die Malá Ostrá (480 m) und der Kamenný stůl (338 m), im Südwesten die Kalvice (394 m) und U Slepice (Mitterberg, 438 m) sowie nordwestlich der Nemotínek (360 m). Durch das Dorf führt eine Anschlussbahn nach Koryčany.
Nachbarorte sind Nemotice, Brankovice und Malínky im Norden, Kožušice, Dvorek und Blišice im Nordosten, Koryčany im Osten, Zavadilka im Südosten, Jestřabice im Süden, Haluzice, Lovčice und Ždánice im Südwesten, Mouřínov im Westen sowie Kloboučky, Nevojice und Snovídky im Nordwesten.

## Geschichte
Archäologische Funde belegen eine frühzeitliche Besiedlung des Gemeindegebiets. Während der Jungsteinzeit befand sich hier eine Siedlung der Linearbandkeramikkultur. Weiterhin wurden auch Gräber aus der Zeit der Schnurkeramikkultur aufgefunden.
Die erste schriftliche Erwähnung von Muchnycz erfolgte 1350 in der Landtafel, als Elisabeth von Muchnycz (Alžběta z Mouchnic) ihren Söhnen Maršík Dupník von Vážany und Velík Dupník von Sobůlky neben weiteren Gütern in Vážany, Ostrovánky und Ždánice zwei Huben Land, das Gasthaus, die Mühle und Wald in Muchnycz verkaufte. Eine weitere Hube und Wald in Muchnycz veräußerte sie an Oldřich Pustka von Strabenice. Oldřich Pustka verkaufte 1359 seine fünf Huben an den Schweriner Bischof Albrecht von Sternberg. Zu dieser Zeit war das Dorf zwischen drei und mehr Besitzern aufgeteilt. Ab 1373 erwarb Boček von Divice sukzessive zunächst von Bischof Albrecht den Hof, später den Anteil von Margarethe von Mouchnice und Stichovice und schließlich von Pešek Dupník von Sobůlky die Mühle. Da Boček von Divice ab 1379 nicht mehr in Erscheinung trat und stattdessen ein Boček von Mouchnice, ist es wahrscheinlich, dass er sich ein neues Prädikat zulegte.
Ab 1381 waren Jakub und Habart von Zarůšek Besitzer eines Anteiles. Nachdem Jan von Mouchnice 1399 seinen Teil des Dorfes an Jaroš von Cimburk verkauft hatte, besaßen die Vladiken von Mouchnice an ihrem Herkunftsort keine Güter mehr. 1409 verkauften die Herren von Cimburg ihren Anteil an Protivec von Zástřizl. 1437 kaufte Zichna von Zástřizl zusammen mit ihrem Sohn Jindřich von Bystřice und Arnoltice den größten Anteil an Mouchnice von Petr von Mouchnice. Neben den beiden großen, verschiedenen Linien der Zástřizl gehörigen Anteilen gehörte 1437 ein weiterer kleiner Teil Vlček von Zarůšek. Dieser Anteil ging anscheinend bald darauf in einem der beiden großen auf.
1497 überschrieb Protivec von Bystřice in der Landtafel den größten Anteil von Múchnice mit der Feste, der Mühle und den wüsten Dörfer Komosov und Křivús an Jan Miňovský von Lazník. Die dabei erstmals genannte Feste bestand wahrscheinlich schon wesentlich früher. Nach Miňovskýs Tode wurde dieser Anteil 1512 zum Verkauf ausgeschrieben. Der Käufer Št'astný von Vrchřečice erwies sich als ein Strohmann von Tas von Oynitz, der noch im selben Jahre die Güter seiner im Jahr zuvor erworbenen Herrschaft Bučovice zuschlug. Da Tas von Oynitz ohne männliche Nachkommen verstarb, erbten dessen Töchter Anna von Boskowitz und Margathe von Zierotin die Herrschaft. Anna erwarb später auch den Anteil ihrer Schwester. Von ihrem Mann Wenzel von Boskowitz und Butschowitz fiel das Erbe den Söhnen Albrecht und Jan Šembera Černohorský von Boskowitz zu. Bei der Erbteilung vom 5. April 1560 überließ der kinderlose Albrecht die gesamte Herrschaft Butschowitz seinem Stiefbruder Jan Šembera. Dieser gewährte den Untertanen seines Anteils im Jahre 1578 umfangreiche Privilegien. Da Jan Šembera keine Söhne hatte, erlosch mit seinem Tode am 30. April 1597 das Geschlecht Boskowitz im Mannesstamme. Das Erbe fiel an seine Tochter Katharina und deren Mann Maximilian von Liechtenstein.
Den zweiten Anteil von Mouchnice erwarb 1506 Jindřich von Polička von reichte ihn im selben Jahre an Jan Ždánský von Zástřizl auf Buchlovice weiter. Im Jahre 1544 schloss Jan Ždánský mit Wilhelm von Víckov auf Cimburk einen Vergleich über die Maut, wonach Wilhelm von Víckov auf die Maut in Mauchnitz verzichtete, und Ždánský ihm im Gegenzug die Maut in Koryčany überließ. 1547 überschrieb Jan Ždánský seinen Anteil von Mauchnitz einschließlich der Maut, den Wäldern und weiteren Besitzungen in Křivousy an Wilhelm von Víckov, der ihn an die Herrschaft Koryčany anschloss. 1576 verkaufte Wilhelm von Víckov und Prusinovice die Herrschaft Koryčany mit der Burg Cimburk, dem Städtchen und der Feste Koryčany sowie den zugehörigen Dörfern Jestřabice, Blišice, Leskovec und dem Anteil an Mouchnice an Gabriel Mailath Graf von Fogarasch. Im Jahr darauf erbte dessen Witwe Anna Bánffy von Dolní Lindva den Besitz. Da Laurenz Eder von Sstiawnicz (Vavřinec Eder ze Štiavnice) auf Janovice und Sovinec ebenfalls Ansprüche darauf geltend machte, verzögerte sich der Eintrag in der Landtafel bis 1588. Nachdem Annas Töchter Anna und Alena die Herrschaft anteilig geerbt hatten, schlossen diese 1603 einen Vergleich, in dem Anna ihren Anteil gegen eine Abfindung von 16.000 Gulden ihrer Schwester Alena überließ. 1611 kaufte Alenas Stiefsohn Gabriel Horecký von Horka zu seinem Erbteil von Alenas Nachlassverwaltern Philipp dem Älteren Borenski von Rostropitz auf Nechvalín und Adam Martínkovský von Rozseč auf Střílky die anderen Anteile hinzu, so dass er die ganze Herrschaft Koryčany besaß. Von Anton Emmerich Horecký von Horka ging die Herrschaft 1714 im Zuge der Exekution an Marie Regina Bertoletti von Barthenfeld über. Nachdem sich Anton Emmerich Horecký finanziell wieder erholt hatte, kaufte er 1733 die Herrschaft zurück. Im Jahre 1742 verkaufte seine Witwe Koritschan mit allem Zubehör an Karl Joseph von Gillern. 1763 erbte dessen Sohn Christian von Gillern die Herrschaft, 1793 folgte seine Tochter Maria Josepha Münch von Bellinghausen. Ihre Nachkommen verkauften die Herrschaft 1846 an Salomon Mayer Rothschild.
Im Jahre 1790 lebten in den 64 Häusern von Mauchnitz 387 Personen. Bei der Choleraepidemie von 1836 starben innerhalb von zwei Monaten 57 Einwohner. Die Bewohner des Dorfes lebten vornehmlich von der Landwirtschaft. Bis zur Mitte des 19. Jahrhunderts blieb Mauchnitz in einen Butschowitzer und Koritschaner Anteil geteilt. Nach der Aufhebung der Patrimonialherrschaften bildete Muchonice/Mauchnitz ab 1850 eine Gemeinde in der Bezirkshauptmannschaft Wischau. 1851 verkaufte Salomon Mayer Rothschild seine Güter an den Kaufmann Wilhelm Figdor und dessen Schwiegersohn Hermann Wittgenstein. Im Jahre 1853 hatte das Dorf 512 Einwohner. 1855 wurde die Bezirksstraße von Bučovice über Koryčany nach Kyjov errichtet. Nachdem Michael Thonet 1856 in Koritschan eine Möbelfabrik gegründet hatte, verdienten sich bald auch zahlreiche Einwohner von Mauchnitz ihren Lebensunterhalt in der Fabrik. Hermann Wittgenstein verkaufte 1863 die Koritschaner Güter an Graf Joseph von Trauttmansdorff-Weinsberg. Später kaufte Karl Wittgenstein, der Sohn Hermann Wittgensteins, sie wieder zurück. Im Zensus von 1869 lebten in den 106 Häusern des Ortes 557 Menschen. Die Liechtensteiner vereinten 1890 die Herrschaften Steinitz und Butschowitz zum Gut Butschowitz-Steinitz, das bis 1945 zu Liechtensteiner Primogenitur gehörte. Karl Wittgensteins Sohn Ludwig Wittgenstein übernahm 1899 den zum Koritschaner Anteil gehörigen Großgrundbesitz. Im Jahre 1900 lebten in den 141 Häusern des Dorfes 751 Menschen. 1908 nahm die Lokalbahn Nemotitz–Koritschan den Verkehr auf. Im Jahre 1913 arbeiteten 108 Einwohner von Mauchnitz in der Thonetschen Bugholzfabrik, 1923 waren es nur noch 39. 1930 wurde die Mühle in Haluzice stillgelegt, 1948 auch die in Mouchnice. 1940 entstand in Mouchnice eine Zuckerwarenfabrik. In den 180 Häusern von Mouchnice lebten 1930 729 Personen. 1950 hatte das Dorf 611 Einwohner und bestand aus 194 Häusern. Zwischen 1949 und 1959 gehörte die Gemeinde zum Okres Bučovice und kam nach dessen Aufhebung 1960 zum Okres Vyškov zurück. Auf der Bahnstrecke Nemotice–Koryčany wurde 1980 der Personentransport eingestellt. Am 1. Januar 2007 wurde die Gemeinde dem Okres Hodonín zugeordnet.

## Gemeindegliederung
Für die Gemeinde Mouchnice sind keine Ortsteile ausgewiesen. Zu Mouchnice gehört die Ansiedlung Haluzice (Halusitz).

## Sehenswürdigkeiten
- Betsäule mit steinernem Kreuz, an der alten Brücke im nördlichen Teil des Dorfes, geschaffen 1867
- Kapelle des hl. Kyrill und Method, geweiht am 5. Juni 1994, sie entstand anstelle eines in der ersten Hälfte des 19. Jahrhunderts errichteten Vorgängerbaus
- Kreuz an der Kapelle, errichtet 1864
- Denkmal für die Opfer des Ersten Weltkrieges

## Söhne und Töchter der Gemeinde
- Vladislav Hanák (1912–1986), Schriftsteller